# Rivalité (économie)
Pour les articles homonymes, voir Rivalité.
En économie, la rivalité est une propriété d'un bien dont la consommation par un agent diminue la quantité de bien disponible pour les autres agents.
À l'inverse, la non-rivalité désigne le fait que la consommation d'un bien par un agent n'a pas d'effet sur la quantité disponible de ce bien pour les autres individus.
On appelle bien rival un bien dont la consommation par un agent diminue l'utilité (au sens de satisfaction) disponible pour les autres agents. Par exemple, lorsqu'un agent consomme une pomme, l'utilité que lui procurent les pommes disponibles diminue. De même pour une voiture, si plusieurs agents utilisent une même voiture, alors l'utilité d'au moins un des agents va diminuer.
On appelle bien non rival un bien dont la consommation par un agent ne diminue pas la quantité disponible pour les autres agents. Par exemple, la télévision hertzienne, qui peut être captée et regardée par des millions d'agents au même moment est un bien non rival.
Parmi les biens rivaux, on distingue les biens privés et les biens publics impurs (ou biens communs).
Parmi les biens non rivaux, on distingue les biens publics purs (ou biens collectifs selon la terminologie) et les biens de club.

## Histoire
La notion de rivalité ou de soustractabilité a été mise en avant par Ostrom et Ostrom (1977) pour compléter la notion d'exclusion ou excluabilité mise en avant par Paul Samuelson et Richard Musgrave pour distinguer les biens privés des biens publics. L'introduction de cette notion a permis de définir une classification en deux dimensions des biens selon leur degré de rivalité (ou soustractabilité) et leur degré d'excluabilité.
|                 | Excluabilité forte                           | Excluabilité faible                                     |
| --------------- | -------------------------------------------- | ------------------------------------------------------- |
| Rivalité forte  | bien privé : vêtements, véhicule             | biens communs : ressources naturelles                   |
| Rivalité faible | bien de club : chaîne cryptée, route payante | bien public : air de bonne qualité, télévision en clair |

## Applications

### Application aux biens immatériels
Lawrence Lessig constate qu'une partie du malaise observé autour des biens immatériels en général et de la distribution de contenu sur Internet provient de la disparité de nature entre biens matériels et immatériels : quand on vend le bien matériel, on ne l'a plus. Quand on vend le bien immatériel, on le possède encore : pour un des intervenants au moins, il n'y a pas eu échange mais duplication. Or l'économie a jusque-là essentiellement travaillé sur un paradigme unique qui était celui de l'échange[réf. souhaitée].
Lawrence Lessig se livre à une expérience de pensée : C et C' (consommateurs) s'intéressent aux produits immatériels P et P' vendus respectivement par les producteurs V et V' (vendeurs). Supposons pour l'exemple que ces produits soient au même prix de vente x, et que cette somme soit précisément le budget de C et C'.
En commerce classique, C achètera par exemple P, pendant que C' achètera P'. Le revenu de V, comme de V', sera de x. Cette solution s'avère déjà satisfaisante : le producteur a vendu, le consommateur a acheté, chacun a obtenu ce qu'il voulait.
Pourtant, observe-t-il, la satisfaction des producteurs et des consommateurs n'est pas encore optimale. Il fait état de deux points :
À budget égal, en supposant que l'obsolescence des produits soit très rapide et qu'il n'y ait aucune chance qu'un consommateur achète l'an prochain le produit exact qu'il n'a pas acheté cette année, producteurs et consommateurs auraient pu trouver intérêt à s'entendre sur un arrangement plus complexe : C et C' fournissent leurs budgets à V et V' en échange d'un droit d'utiliser, l'un comme l'autre P et P'. En un tel cas :
- le revenu des vendeurs n'a pas diminué ;
- la satisfaction des consommateurs a augmenté.

Plus grave : si les deux consommateurs optent en fin de compte pour le même produit (dont la duplication ne pose pas de problème ni n'engendre de coût), l'un des producteurs va être en fâcheuse posture : le système peut conduire à une instabilité alors même que le but de l'économie est en principe de réguler le commerce, et non de le déstabiliser.
Lessig propose de distinguer alors biens rivaux (entre lesquels il faut choisir car la duplication est la production) et biens non rivaux (qu'on pourrait envisager de distribuer plus largement - avec l'accord du vendeur - car la duplication n'est pas la production). Dans la pratique, il y a continuum entre ces deux extrêmes, presque aucun bien n'étant totalement immatériel, ni totalement matériel (la production d'une automobile, par exemple, se compose de 30 % d'immatériel).
Les Creative Commons représentent un cas extrême de biens non rivaux : chacun y met ses créations sous le régime de la gratuité et de l'abandon d'une partie au moins de ses droits, et récupère par ailleurs de la communauté - en principe - largement plus qu'il n'y a mis, parce que cette communauté est plus nombreuse que lui.